# Akashic Books
Akashic Books — независимое издательство, расположенное в Бруклине, Нью-Йорк. Получило известность благодаря публикации литературы в стиле нуар.

## История
Издательство было основано Джонни Темплом, бывшим басистом рок-группы Girls Against Boys. Первой книгой, выпущенной Akashic Books, стала повесть Артура Нерсесяна «The Fuck-up», затем были выпущены серия книг Денниса Купера «Little House on the Bowery», поэтическая серия Криса Абани «Black Goat».
Международную известность издательству принёс бренд Brooklyn Noir, который впоследствии был расширен до брендов Delhi Noir и Havana Noir.

## Авторы
В Akashic Books издавались и издаются следующие авторы:
- Лидия Ланч
- Ричард Хэлл
- Элизабет Нунез
- Дерек Маккормак
- Мелвин Ван Пиблз
- Райан Адамс
- Джо Мено